# 天长军
天长军，宋朝时设置的军。辖境相当今安徽省天长，五河县地。
北宋开宝八年（975年），将雄州改为天长军，兼领天长县，属淮南路扬州。至道二年（996年）军废，复为县。
南宋建炎元年（1227年）从扬州复置天长军（今安徽省天长市）。隶属淮南东路。绍兴元年（1131年）天长县再次入扬州，属淮南东路。绍兴十一年（1141年）扬州天长县仍置天长军，辖天长、盱眙、招信三县。